# フジグラン広島
フジグラン広島（フジグランひろしま）は、広島県広島市中区にある『コミュニティー型ショッピングセンター』 (CSC) である。愛媛県松山市に本社を置く株式会社フジが運営している「フジグラン」の一店。
前身の『山陽高等学校』及び『十和本社』にも触れて、建物及び敷地についてもその記事で扱う。

## 概要
フジとしては30店舗目、広島地区に2番目に出店した店舗である。出店表明自体は『フジショッピングスクエア高陽店』（現・フジグラン高陽、1981年（昭和56年）9月開店）より先に、広島地区で初めて出店表明された店舗である。フジ内での位置づけは、開店当初は『中国地区進出を図るフジの拠点』・『広島母店』とし、2011年（平成23年）の改築完成時にも基幹店と位置づけている。
フジ店舗になる前は、当時の親会社であった十和の本社兼店舗であった歴史もある。さらに前は『山陽高等学校』だった。山陽高校時代に建てられた一部の建物に関しては、十和本社や初代のフジグラン広島の店舗としても使われた。
現在の建物は、2011年（平成23年）に完成した2代目の建物になる。全面改装以降の商圏は半径5km以内41万人（21万世帯）に見直され、より狭いエリアの商圏を意識。以前の広域から集客を期待した戦略を見直した。具体的には、単身赴任などを意識し、総菜類などを強化。前店舗で弱かった20歳代から30歳代の集客を意識し、同年代向けのテナントの招致を行ったりした。核テナントは食品スーパー『グランヴェスタ』と衣料品・住環境商品を取り扱う『グランフジ』で、また広島地区の他のショッピングセンターに無い特徴として、4階にフジ系列のスポーツクラブ『フィッタ』を配置している。
今回の改装で、初代店舗閉店から2代目店舗開店まで約1年半（初代店舗の営業縮小からは2年を超える）かかるリスクもあったが、建物建築に関しては十和の本社時代から40年以上過ぎ老朽化が進行。天井が低い、店内に不必要な段差があるなど構造上の問題も多かったことより、建て替えの判断になった。

## 歴史

### 前史（山陽高校時代）
同地には、1966年（昭和41年）3月まで山陽高等学校（当時『学校法人石田学園』（広島経済大学の運営元）、現『学校法人広島山陽学園』）が立地していた。
1907年（明治40年）に、『広陵中学校』が開校。校長と校主側の学校経営の対立で、1921年（大正10年）に『山陽中学校』（現在の山陽高等学校）に改称。校長側は新たに『広陵中学校』（現在の広陵高等学校）を設立し、宇品に校舎を移した。
その後、『山陽中学校』は当地で運営されたが1945年（昭和20年）8月6日の広島市への原子爆弾投下で、多くの人的被害。また、木造の校舎は全焼、講堂は金属の骨組みのみになるなど、甚大な被害を受けた。
戦後宇品の仮校舎で授業を継続したが、1948年（昭和23年）3月に第1期の復興校舎が完成。同年5月に学制改革で『山陽高等学校』に改めた後、1953年（昭和28年）8月の第6期工事まで継続して行われた。
一応の学校の復興は終わったものの、戦後直後に建てられた建物に関して、早期の老朽化が目立っていた。現状の建物を修繕するべきとする意見も有ったが、最終的には新校舎の建築を決定。鉄筋コンクリート造4階建ての校舎が建てられ、第一次工事は1957年（昭和32年）3月に、第二次工事は同年11月に完成した。
鉄筋コンクリート造4階建ての校舎は、十和・フジ時代も長らく使用されることになった。
校舎の老朽化問題解決後まもなく工業科新設を決定。しかし周辺に新たな校舎を建てる用地が無く学校敷地が手狭である問題が発生。新たな学校用地として、観音の旧・広島空港（後に広島西飛行場、現・広島ヘリポート）に隣接する土地の広島県からの払い下げを受けることになった。
新校舎は、1961年（昭和36年）5月に完成。工業科の生徒は一時的に宝町校舎で授業を行った後、観音校舎に移った。その後も、他の学科についても移転は続き1966年（昭和41年）4月より、山陽高等学校の全ての授業と業務は観音校舎で行われるようになり、宝町校舎の利用は終了した。

### 十和本社時代
山陽高等学校移転と同時期に十和は、当時京橋にあった社屋が手狭になっていた
。同地は、一旦同業他社に売却されることになっていたが、金融事情などより破棄され、1968年（昭和43年）6月に十和への土地と建物の譲渡が決まった。同地には『十和総合商品センター』が建設されることになった。
1968年（昭和43年）12月9日に地鎮祭。翌1969年（昭和44年）4月19日に竣工式。そして同年5月6日に開店した。
十和本社建築に関しては、完成から10年前後の校舎を初め、学校施設の多くを流用。また校庭部分に新築の建物を建築し、また店舗に隣接するように校舎の一部を移築するなど、既存の建物と新設する建物を一体化させた。第1期工事で、『十和総合商品センター』は、各地に分散していた事務所を1か所にまとめ、元校舎部分（3,960m2）に事務所・倉庫・検収・食堂施設を、南側に新築2階建ての建物（5,450m2）には店舗を配した。そして同建物に本社を移転。京橋の旧本社は倉庫になった。
元々、十和は卸売りをメインとする会社であったが、ラポールと同様に一般顧客向けの小売りを行っていた。
宝町社屋は顧客増加で早々に手狭になり、1971年（昭和46年）7月に4階建・一部五階建に増築。3階は店舗に。4階はストックルームと商品処理場に5階は電算室になった。1974年（昭和49年）1月の増築工事で5階を拡張。サンプル展示場・事務所・教育室を整備。その時点で、店舗の延面積は12,600m2になった。また、1978年（昭和53年）7月から9月にスプリンクラーの整備を行った。
その後、十和の総合企画室とフジの社長室の検討の結果、同敷地を有効活用するためには卸売業より小売業の方がより効果的であると判断。1978年（昭和53年）10月に十和本社の西区商工センター移転を決定。1979年（昭和54年）に、中国地方では初になる高陽ニュータウン（現・フジグラン高陽）と同地へのフジ出店が表明され、フジ社内に『中国事業部』が設置された。
そして、1980年（昭和55年）4月26日から5月1日にかけて、十和本社の商工センター移転を実施。フジの店舗に変身することになった。

### フジ時代
1978年（昭和53年）9月27日の中国新聞に、社長の話として、フジ広島店を1980年（昭和55年）秋を目処に出店する意向であると明らかになった。商工センターへの移転後に、空家になる十和本社を増築して利用し、当時9,000m2の建物を18,830m2に増築。1000台収容の駐車場を整備するとした。店舗のコンセプトは、食料品・衣類・レジャー用品などが揃う『都心型ワンストップショッピングセンターを目指す』とした。また、他の店舗に迷惑をかけないために、食料品中心の店舗にするともした。
1981年（昭和56年）8月28日の広島商工会議所の『商業活動調整協議会』で、申請面積より38.9%カットされたが、それでも売り場面積は13,000m2が認められ、中四国最大のスーパー誕生が決まった。面積の決定に関して、広島駅前再開発の関係から抑えられた側面もあった。
1981年（昭和56年）9月12日付の中国新聞で、同月の『フジショッピングスクエア高陽店』（現・フジグラン高陽）出店と、翌年の当店開店による既存小売店の影響について、イズミはいづみ八丁堀店（のちのウィズワンダーランド→ヤマダ電機→ドン・キホーテ）の手直しと、中型店3店舗を新設し広島市内10店舗で『巨大戦艦』と称された当店に対抗すると報道された。また、同時期にフジは隣県の山口県岩国市への店舗出店や、商工センター（西部流通センター）への出店計画（実現せず）が存在した。
当初は、1982年（昭和57年）6月11日に開店予定だったが、フジの現金授受疑惑などで、商店街の反対運動拡大。開店予定が延期された。その後の調査の結果、同年9月4日に『商業活動調整協議会』で届け出通りの店舗面積で結審、同年9月8日には大規模小売店審議会でも認めたことで、疑惑がなかったことを確認し出店へのハードルが無くなり、同年9月16日に同年10月14日に予定より4ヶ月遅れの開店が決まった。
1982年（昭和57年）10月14日にフジとしては30番目、広島県内では『フジショッピングスクエア高陽店』（現・フジグラン高陽）に次いで2店舗目として、『フジショッピングスクエア広島店』の名称で開業した。開店日には8万人の客が押しかけた。
当時三越広島店に次ぐ店舗面積で、広域集客を狙った店舗構成をしていた。また、開店時点で『フジ最大の店舗面積を持つ店舗』及び『中四国一の店舗面積を持つスーパーマーケット』でもあった。
広島最大のスーパー開店で既存店舗の改装が相次ぎ、ユニード広島店はディスカウントに店舗形態を変更。いづみ八丁堀店（のちのウィズワンダーランド→ヤマダ電機→ドン・キホーテ）は約8億円かけて全面改装。ダイエー広島店は駐車場の増設など、対フジ対策を行った。
他の大規模店舗と同様、1992年（平成4年）9月23日に現在の『フジグラン広島』に改称した。
1996年（平成8年）2月28日に店舗面積が約2倍になる増床改装工事を実施。店舗面積は、従来の13,070m2から、12,353m2増やされ25,423m2に。直営部分面積は9,741m2から、9,236m2増やされ18,977m2に。テナント部分は3,329m2から、3,117m2増やされ6,446m2になった。背景として、競合する店舗が増えたことで、現状並みの売上を確保する目的で行われた。
2007年（平成19年）12月の中国新聞に当店を全面改装する旨の記事が掲載され、そして2009年（平成21年）8月4日にフジよりリニューアル計画が発表された。建物の老朽化により客のニーズに答えきれなくなったとして建て替えを行う事になり、同年9月より旧店舗での営業縮小を開始した。その後旧店舗建物で、2010年（平成22年）5月5日まで営業された。その後、現店舗建物の一部を部分完成させて、食品スーパーをメインとした仮店舗が同年5月9日より営業開始
。2011年（平成23年）8月16日まで仮店舗での営業が行われた。1ヶ月間の完全閉店期間に関しては、フジグランから近隣店舗（フジグラン安芸店・ヴェスタ白島店など）への無料シャトルバスの運行を随時行い対応した。
その後、仮店舗部分も改装され現店舗の一部になり、地下1階地上5階建て（一部6階建て）の建物が完成。2011年（平成23年）9月28日にプレオープン。同年10月1日に『フダン グラン。』のキャッチコピーで正式にオープンした。店舗コンセプトも、競合店舗の増加より広域集客から、一人暮らしをターゲットにした店舗に変更された。

## 年表
- 1968年（昭和43年）6月 - 石田学園より土地と建物が譲渡される（十和社史より）
- 1968年（昭和43年）12月9日 - 地鎮祭
- 1969年（昭和44年）4月19日 - 竣工式
- 1969年（昭和44年）5月6日 - 十和の本社兼店舗として開店する
- 1972年（昭和47年） - 石田学園より土地が売却される（石田学園史より）
- 1978年（昭和53年）9月27日 - 中国新聞に社長の話としてフジ広島店の出店計画が掲載される
- 1978年（昭和53年）10月3日 - 愛媛新聞に広島進出報道が掲載される
- 1978年（昭和53年）10月 - 十和本社の西区商工センターへの移転を決定
- 1979年（昭和54年） - 広島地区進出のため、社内に『中国事業部』を設置
- 1979年（昭和54年） - 同地へのフジ出店が決定
- 1980年（昭和55年）4月26日 - 十和本社の商工センターへの移転作業開始。
- 1980年（昭和55年）5月1日 - 十和本社。移転先の商工センターでオープン
- 1981年（昭和56年）8月28日 - 申請面積38.9%カットの13,000m2で『商業活動調整協議会』で決まる
- 1982年（昭和57年）9月4日 - 『商業活動調整協議会』で届け出通りの店舗面積で結審
- 1982年（昭和57年）9月8日 - 大規模小売店審議会で認められる
- 1982年（昭和57年）9月16日 - 開店日が同年10月14日に決まる
- 1982年（昭和57年）10月14日 - 『フジショッピングスクエア広島店』として開業する
- 1992年（平成4年）9月23日 - 『フジグラン広島』に改称する
- 1996年（平成8年）2月28日 - 増床を行い店舗面積が約2倍になる
- 2009年（平成21年）8月4日 - 旧店舗の建て替え及び現店舗建設を発表
- 2009年（平成21年）9月 - 現店舗移行のため営業縮小開始
- 2010年（平成22年）5月5日 - 旧建物店舗閉店。その後、解体される
- 2010年（平成22年）5月8日 - 現館の一部を先行完成し、仮店舗として営業開始
- 2011年（平成23年）8月16日 - 仮店舗閉店。改装工事に入る
- 2011年（平成23年）9月28日 - 現店舗プレオープン。
- 2011年（平成23年）10月1日 - 現店舗正式オープン

## 館内
十和本社時代（開店直後）
旧校舎
- 1階 - 食堂・外商部・宿直室・検収事務所・会計・商品倉庫
- 2階 - 商品企画室・商品倉庫・営業事務所

- 3階 - 商品倉庫

- 4階 - 事務所

新築店舗
- 1階 - 服地・寝具・インテリア・呉服・袋物・宝石・サロン
- 2階 - 紳士用品・婦人用品・子供用品・用品・雑貨

フジショッピングスクエア広島店・旧建物（1982年10月フジ開店時）
- 1階 - 食品
- 2階 - 婦人衣料
- 3階 - 紳士衣料・子供衣料・スポーツ用品
- 4階 - 住まい・インテリア
- 5階 - 子供の国（子供図書館・工作室）・文化教室

フジグラン広島・旧建物（1996年2月フジ増床時）
- 1階 - 食品・薬・化粧品・菓子
- 2階 - 婦人衣料・装飾品
- 3階 - 紳士衣料・子供衣料・スポーツ用品
- 4階 - 家具・インテリア
- 5階 - 飲食・アミューズメント

フジグラン広島・現建物（2011年10月フジ建替オープン時）
- B1階 - 地下駐車場
- 1階 - グランヴェスタ（食品）・専門店（和洋菓子、軽食、洋食レストラン・雑貨等）・駐輪場
- 2階 - グランフジ（紳士・婦人ファッション）・テナント（書籍・衣料雑貨・保険・エステ等）
- 3階 - グランフジ（キッズファッション・文具・生活用品）・フードコート・テナント（書籍・文具・靴・スポーツ用品等）
- 4階 - スポーツクラブ・ペット・歯科・駐車場
- 5階 - 立体駐車場
- R階 - 屋上駐車場

## 売上高
フジから発表されている『平成20年2月期』から『平成22年2月期』の売上データである。『平成23年2月期』以降（2011年（平成23年）4月発表分）は店舗別のデータは公表されていない。なお、売上額の単位は百万円である。
| 期            | 売上額 | フジ全体での 売上順位 | 広島県内での 売上順位              | 前年比 | 出典                               |
| 平成20年2月期 | 11,947 | 2位                   | 1位                                | 97.6%  | 平成20年2月期 決算・参考資料 (PDF) |
| 平成21年2月期 | 10,374 | 6位                   | 2位 （神辺に次いで）               | 86.8%  | 平成21年2月期 決算・参考資料 (PDF) |
| 平成22年2月期 | 8,378  | 8位                   | 4位 （神辺・東広島・緑井に次いで） | 非公表 | 平成22年2月期 決算・参考資料 (PDF) |

## アクセス
自家用車・自転車など
駐車場は900台駐車可能（臨時除く）他、市内中心部の立地を踏まえて駐輪場も840台駐輪可能。広島市シェアサイクル『ぴーすくる』のサイクルポートがある。
路線バス
田中町バス停 徒歩3分 - 101,102,103 エキまちループ（広電バス・広島バス）、23-1 横県線（広島バス）
宝町北バス停 徒歩1分 - 50 東西線（広島バス）
宝町バス停 徒歩3分 - 23 横県線（広島バス）、26 旭町線（広島バス）
富士見町バス停 徒歩7分 - 12号線（広電バス）

## 補足
1. ↑  『十和30年史』152ページでは、広島地区への出店意思を1978年10月8日の愛媛新聞で掲載。その中で広島店の記述がある。また、中国新聞1979年7月10日6ページ『高陽ニュータウンのショッピングセンター 核テナントにフジ』では、高陽店がフジの出店の具体化は初めてとある
2. ↑  広島店開業時点でフジは十和の完全子会社で、フジと十和は『十和・フジ流通グループ』と十和の小売部門的な存在あった。フジが完全子会社で無くなるのは、フジが上場した1987年（昭和62年）以降の話である。十和は1991年（平成3年）に社名を『アスティ』に変更。2005年（平成17年）に、事業会社と持株会社の会社分割を行い、アスティはF&Aアクアホールディングス（現・ヨンドシーホールディングス）に社名を改めた上で持株会社化。新たに事業会社アスティを設立した
3. ↑  山陽高等学校の校舎部分は50年過ぎた部分も存在した
4. ↑  千田廟公園に隣接する地で1973年（昭和48年）まで校舎があり、現在は『みゆきプラザ』（『みゆきパークマンション』及び『イオンみゆき店』）になっている
5. ↑  譲渡元の石田学園が出版した『石田学園100周年記念誌』108ページには、売却されたのは1972年（昭和47年）と記述されている。譲渡金額は9億6,000万円。譲渡元と譲渡先の資料で、売却時期に矛盾がある
6. ↑  その頃のフジは、広島の小売店の不安と不信感の払拭のため、広島地区への出店をあえて控えていた。また、その頃の大型店舗は百貨店は福屋本店（現・福屋八丁堀本店）・天満屋広島店（現・天満屋八丁堀ビル）（2012年3月4日閉店）しかなく、その後ライバルとなるイズミもいづみ八丁堀店（1970年頃の改装で百貨店と呼ばれていた時期も存在していた。のちのウィズワンダーランド→ヤマダ電機→ドン・キホーテ）と広島駅前店程度。広域出店していたチェーンスーパーに関しても、ユニード（開店当初は丸栄）広島店、ダイエー広島店・広島駅前店程度しかなかった
7. ↑  広島駅前（広島市南区京橋）にあるアスティが運営する会員制販売店舗。1978年（昭和53年）に『駅前十和』として開店
8. ↑  開店当時ショッピングセンターとしての認識より、大きなスーパーとしての認識が強かった
9. ↑  1981年（昭和56年）9月19日開店
10. ↑  フジ開店時点で、広島市内にはそごう広島店・福屋本店（現・福屋八丁堀本店）・天満屋広島店（現・天満屋八丁堀ビル）・三越広島店の4つの百貨店が出そろっていた。それらに匹敵する店舗だった。またイズミは、サンモールやいづみ祇園店（現・ゆめテラス祇園）などの大型店。小中型店を多数出店。『みどり』（当時は地元の独立系スーパーマーケット。1986年（昭和61年）12月12日にジャスコと業務・資本提携をしイオングループになる。後にマックスバリュ西日本を経て現在はフジ）や『ニチイ』（後のサティ。現在はイオンリテールに吸収され『イオン』）なども店舗網を広げていた
11. ↑  同時期に開店した『フジショッピングスクエア高陽店』の『フジグラン高陽』への改名は、同記事に翌月末に行われる予定と書いてある
12. ↑  フジの開店以降、中心部にはパルコ広島店や東急ハンズ広島店が。郊外にはアルパークが開店していた。また、広島サティ（現・広島段原ショッピングセンター・広島イースト内）の出店も具体化していた。反面、『いづみ八丁堀店』がファッションビル『ウィズワンダーランド』へ業態転換。ユニード広島店が閉店など、広島店の影響などで閉店した店もあった
13. ↑  1996年のリニューアルオープン以降、イオンモール広島府中・イオンモール広島祇園・イオン宇品ショッピングセンター・フジグラン緑井・ゆめタウン広島など、競合する大型ショッピングセンターが相次いで開店。オーバーストアと報道されるような状態になっていった。

## 参照
1. ↑  平成24年2月期　第2四半期決算・参考資料 (PDF)  - フジ 2011年10月3日プレスリリース 6ページ
2. 1 2  中国新聞 1978年9月27日 8ページ『十和が広島・山口でスーパー展開 本社用地に広島店 4年間に20店舗計画 商戦の激化は必至』
3. 1 2  中国新聞 1982年10月15日 6ページ『フジ広島店 開店初日に8万人 記念セールでごった返す』
4. 1 2  中国新聞 1981年9月12日 6ページ『スーパー競争激化へ 四国最大手のフジ 19日に高陽店オープン 来夏には"広島母店"も』
5. 1 2  中国新聞 2011年10月15日 9ページ『インタビュー SC建て替え 広島都市圏の戦略は フジ尾崎英夫社長 より狭いエリア深掘り 新たに3~5年で10店』
6. 1 2 3 4  やさしさ いっぱい まちなかSC 〜フダン グラン。〜 フジグラン広島 グランドリニューアルオープン! (PDF)  - フジ 2011年9月27日プレスリリース
7. ↑  『石田学園100周年記念誌』（以降『石田学園』とする）86 - 87ページ
8. ↑  『石田学園』94 - 96ページ
9. ↑  『石田学園』99ページ
10. 1 2  『石田学園』99 - 100ページ
11. ↑  『石田学園』102ページ
12. ↑  『十和30年史』（以降『30年史』とする）133ページ
13. ↑  『30年史』134ページ
14. ↑  『30年史』135 - 137ページ
15. ↑  『30年史』135ページ
16. ↑  『30年史』136ページ
17. ↑  『30年史』137ページ
18. ↑  『30年史』156ページ
19. ↑  『30年史』152ページ
20. ↑  『30年史』111ページ
21. ↑  『30年史』191ページ
22. ↑  中国新聞 1981年8月29日 6ページ『店舗面積38.9%カット フジ出店申請に広島商調協 最大スーパーへ 市場競争 一弾と激化』
23. ↑  中国新聞 1982年9月5日 7ページ『フジ広島出店 店舗面積 届け出通り 商調協 付帯条件つけ結審』
24. ↑  中国新聞 1982年9月9日 6ページ『フジ広島店 来月中旬にもオープンか 大店審も出店を認める』
25. 1 2  中国新聞 1982年9月17日 6ページ『フジ広島店 10月14日開店 販売競争激化へ 大手各店 改装など対策に躍起』
26. 1 2 3  中国新聞 夕刊 1982年10月14日 1ページ『中・四国最大のスーパー フジ広島店が開店 主婦ら1万5千人行列』
27. ↑  中国新聞 1992年9月23日 7ページ『「フジグラン」に改名 フジ広島店』
28. 1 2  日刊工業新聞 1996年2月14日 35ページ 『フジが増床改装工事 フジグラン広島28日にオープン』
流通サービス新聞 1996年2月9日 4ページ 『フジ 「フジグラン広島」改装 店舗2倍に拡張』
29. ↑  フジグラン広島 リニューアル計画について (PDF)  - フジ 2009年8月4日プレスリリース
30. ↑  『フジグラン広島』 仮店舗営業開始 (PDF)  - フジ 2010年4月7日プレスリリース
31. ↑  フジグラン広島 10/1（土）グランドリニューアルオープン決定 (PDF)  - フジ 2011年7月4日プレスリリース
32. ↑  『30年史』138ページ
33. ↑  ぴーすくる（広島）
34. ↑  アクセスのご案内 | フジグラン広島
35. ↑  バス情報 路線バス 広電バス
36. ↑  路線名から調べる 広島バス